# Ramal C16 del Ferrocarril Belgrano
El Ramal C16 pertenece al Ferrocarril General Belgrano, Argentina.

## Ubicación
Se halla en la provincia de Salta, íntegramente dentro del departamento Orán.

## Características
Es un ramal de la red de vía métrica del Ferrocarril General Belgrano, cuya extensión es de 26 km entre las cabeceras Pichanal y Orán. Corre en paralelo a la Ruta Nacional 50.
Solo se encuentra en funcionamiento el trayecto entre Pichanal y Tabacal, para servicios de carga de la empresa estatal Trenes Argentinos Cargas.
En marzo de 2015 la fuerte crecida del Río Colorado derrumbó el puente ferroviario que lo cruzaba, clausurando de esta manera el tráfico de trenes. En 2017 empezaban a estudiar como reparar el puente. Diciembre de 2018 se derrumbó el puente en el rio colorado cuando pasaba una formación se dirigía desde Tabacal hasta Pichanal con 13 vagones que transportaban azúcar

## Historia
El ramal fue inaugurado en 1915.